# Geluidshinder

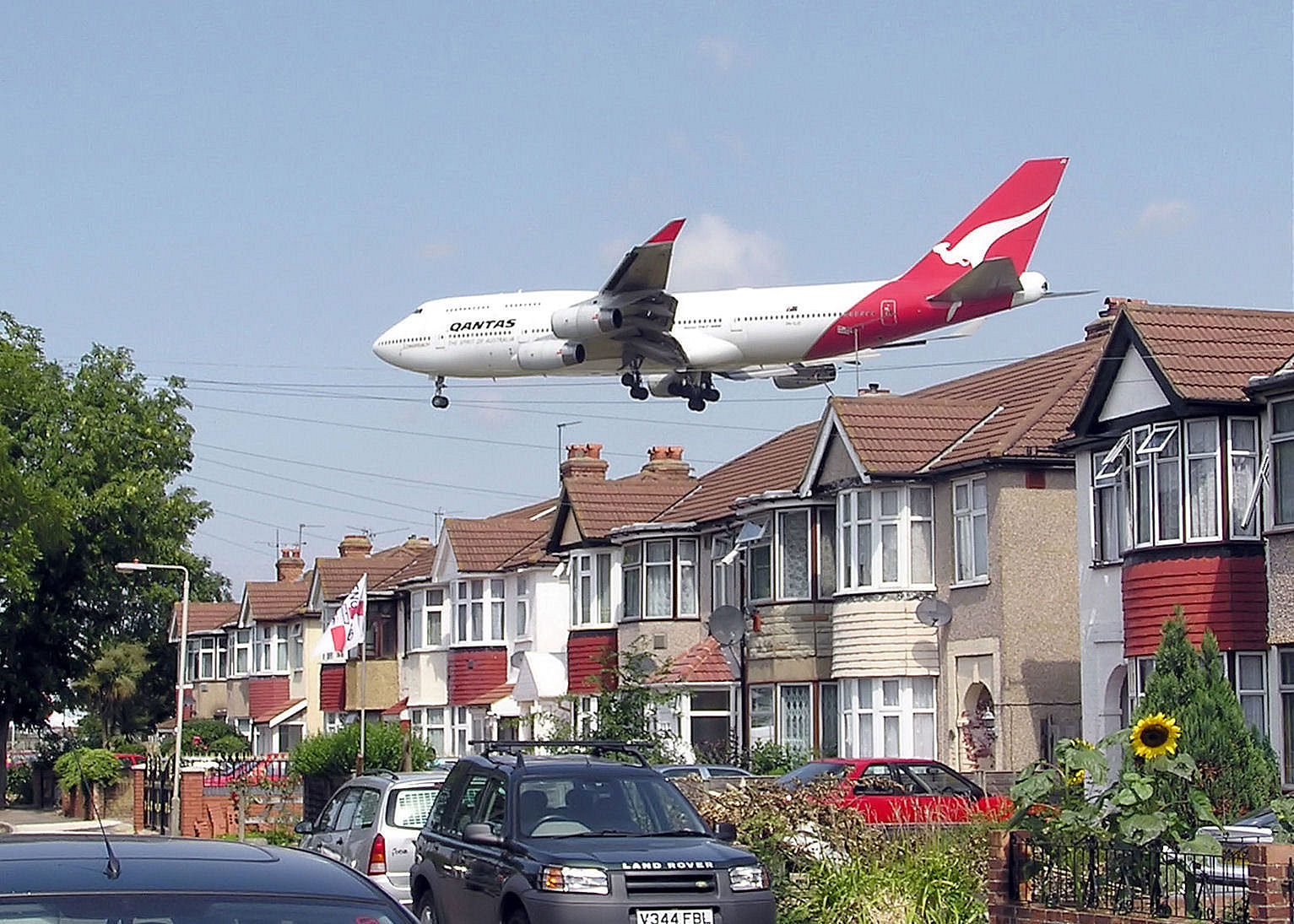
Een Boeing 747-400 vliegt laag over een woonwijk tijdens de landing.

Geluidshinder (ook: geluidhinder) of geluid(s)overlast is verstoring veroorzaakt door lawaai of andere hinderlijke klanken. Geluid is een belangrijk element in de leefomgeving van mensen. Geluid heeft een signaalfunctie, is in veel gevallen sfeerbepalend en heeft invloed op het functioneren en de gezondheid van mens en dier.
Net zoals vatbaarheid voor ziekte of gevoeligheid voor luchtverontreiniging verschilt ook per persoon hoeveel geluidhinder iemand ondervindt en in hoeverre de gezondheid wordt geschaad. Er kan wel gemeten worden hoe groot het percentage gehinderden is. Dat kan via een vragenlijst of door berekeningen op grond van een 'dosis-responsrelatie'. Hinderlijk geluid met een hoog volume wordt wel lawaai, kabaal of herrie genoemd; hinderlijk geluid kan ook bestaan door irritatie vanwege aanhoudend repeterend geluidspatroon (bijvoorbeeld basdreun van discotheek of een hei-installatie op een bouwplaats), hoogfrequente geluiden (bijvoorbeeld een Mosquito om hangjongeren of dieren te weren) of laagfrequente geluiden zoals van wegverkeer, railverkeer, luchtvaart, scheepvaart en windturbines.
Een op de vier Nederlanders heeft geregeld last van verkeerslawaai (situatie in 2003). Tweeëndertig procent van de Nederlanders ondervindt geluidshinder van de buren, waarvan 10 procent ernstig. De hinder varieert van een lichte irritatie over een grasmaaier tot een zodanig geluidsniveau van bijvoorbeeld een naastgelegen snelweg dat, als gevolg van stress en slapeloosheid, gezondheidsschade kan ontstaan.
Het ondervinden van geluidshinder verschilt op individueel niveau. De betekenis die geluid voor iemand heeft, is hierin een belangrijke factor.
- Voor mensen in het algemeen geldt dat de geluidseigenschappen van menselijk geschreeuw het deel van ons brein activeert waar de angstcircuits zich bevinden, de Amygdala. Onze hersenen reageren niet alleen angstig, maar ook sneller en alerter op geschreeuw omdat de hersenen uniek zijn afgestemd op de menselijke schreeuw blijkt uit onderzoek van David Poeppel, hoogleraar psychologie en neurale wetenschappen aan de New York-universiteit en het Max Planck Instituut.[10][11][12]
- De ene persoon zal het zware geluid uit de uitlaat van een motorfiets als aangenaam en spannend ervaren. Een ander ervaart het als storend en onaangenaam verkeerslawaai. De mate van controle over het geluid speelt een grote rol in de beleving en sociale effecten ervan. De bestuurder van de motorfiets heeft controle over het geluid, de toehoorder niet.
- De mate van hinder kan verminderen door gewenning (extinctie, ofwel: uitdoving). Een geluid dat bekend en voorspelbaar is voor een toehoorder vraagt vaak minder aandacht. Door de generaties heen wordt moderne muziek door de jongere mensen veelal gewaardeerd, terwijl de oudere generatie het aanduidt met lawaai. Voor de oudere generatie klinkt de moderne muziek onbekend en wekt daardoor sneller irritatie op. Hetzelfde effect komt voor bij het luisteren naar geluiden of muziek uit voor de toehoorder onbekende culturen.

## Gevolgen van geluidshinder
Geluid in de leefomgeving heeft invloed op het gedrag en de gezondheid van mens en dier.

### Gezondheid in het algemeen
Volgens de Wereldgezondheidsorganisatie (WHO) vormt lawaai een serieuze bedreiging voor de fysieke en psychologische gezondheid van kinderen. De organisatie stelt dat lawaai de ontwikkeling van kinderen verstoort en dat de effecten hiervan blijvend kunnen zijn.
Ook bij degenen die zeggen geen geluidshinder te ervaren is er wel gezondheidsschade te meten.
In Nederland leidt blootstelling aan geluid in 2007 tot 2300 DALY’s per 1 miljoen inwoners. Geluid vormt hiermee na chronische blootstelling aan fijnstof (11 200 DALY’s per 1 miljoen inwoners) de grootste milieugerelateerde bedreiging van de gezondheid. Wetenschappelijk onderzoek naar de schadelijke effecten van geluidsbelasting zijn onderdeel van het exposoom onderzoeksgebied. TNO, Exposome-NL, Centrum voor Urban Mental Health en de Data- en Kennishub Gezond Stedelijk Leven doen in Nederland onderzoek naar het exposoom.
In Europa overlijden jaarlijks ongeveer 10.000 mensen vroegtijdig door blootstelling aan omgevingslawaai. In Nederland overlijden volgens de Gezondheidsraad enkele honderden mensen per jaar aan de gevolgen van geluidshinder. Het Europees Milieuagentschap schrijft in 2020 dat meer dan een vijfde van de Europeanen wordt blootgesteld aan geluidsniveaus die schadelijk zijn voor de gezondheid. Het verminderen van omgevingslawaai is daarom het hoofddoel van het Seventh Environment Action Programme (7th EAP) en de Environmental Noise Directive (END).

### Slaapverstoring
Slaapverstoring kan optreden vanaf een equivalent niveau van 25 dB(A). Slaaptekort en slaap-waakritmeverstoring door geluidsoverlast zorgen voor een verminderde concentratie en alertheid overdag. Bij beroepen als chauffeurs, artsen, andere zorgverleners en veiligheidsmedewerkers, kan vermoeidheid en een verlaagde concentratie leiden tot fouten op het werk met grote gevolgen.
Chronisch slaaptekort of een regelmatige verstoring van het slaap-waakritme wordt in verband gebracht met een verlaagde afweer voor het krijgen van ziektes, een verhoogd risico op het krijgen van hart- en vaatziekten, metabole problemen en suikerziekte en mogelijk hersenziektes.

### Spraakniveau
De Inspectie Milieuhygiëne Limburg schrijft in 1996 dat een geluidsniveau dat binnen in een woning de 50 dB(A) - gedurende een periode van een of enkele dagen - overschrijdt, ervoor zorgt dat bewoners met stemverheffing moeten spreken om zich verstaanbaar te maken. Zij kwalificeert dit niveau als 'onduldbare overlast' en stelt dat deze stressbelasting tot overspannenheid en gewelddadig optreden met ernstig letsel en zelfs tot doodslag kan leiden. Het handelde daarbij om de situatie bij grotere, langdurige evenementen, die een of enkele dagen duren en met geluidsproductie die tot (ver) buiten het terrein van het evenement hoorbaar is.
Deze Limburgse overwegingen hebben mogelijk betrekking op het Lombard effect, een reflex van mensen als zij spreken in een omgeving waar ander geluid aanwezig is. Sprekers gaan automatisch luider spreken als er omgevingsgeluid optreedt. Dit effect treedt op vanaf een niveau van rond de 50 dB, maar is bij dit niveau nog gering. Het geluidsvermogen van spraak is van persoon tot persoon verschillend, maar is bij normale sprekers zonder verstoring rond de 60 dB(A). Bij een omgevingsniveau van 80 dB(A) gaat een spreker automatisch ca. 15 dB luider spreken.

### Impact op de natuur
Omgevingslawaai wordt beschouwd als een van de grootste milieuproblemen; bioloog Hans Slabbekoorn (Universiteit Leiden) spreekt zelfs van 'akoestische klimaatverandering'. Het Europees Milieuagentschap schrijft dat in meer dan 19% van de Natura 2000 gebieden het omgevingslawaai boven het niveau van de Environmental Noise Directive (END) uitkomt. De effecten hiervan zijn onder meer afname van populatiegrootte en diversiteit binnen de populatie. Bij vogels werden verhoogde stressniveaus waargenomen en bij walvissen werd gehoorschade geconstateerd als gevolg van hoge geluidsniveaus van vrachtschepen op drukke routes. Ook beschrijft het rapport veranderingen in activiteiten en slaappatronen van dieren.

## Juridische definitie
Nederland en België hanteren een verschillende wettelijke definitie van geluidshinder. Niet alleen de definitie, maar ook de schrijfwijze verschilt. In de Nederlandse wet wordt het woord zonder s geschreven.
- Nederlandse wettelijke definitie geluidhinder: gevaar, schade of hinder als gevolg van met het menselijk oor waarneembare luchttrillingen[37]
- Belgische wettelijke definitie geluidshinder: mate van voor de bevolking door omgevingslawaai veroorzaakte hinder als bepaald met veldonderzoek[38]

## Normen
Naast de nationale geluidswetgeving worden ook op Europees niveau richtlijnen en normen op het gebied van geluid vastgesteld. De lidstaten zijn verplicht deze richtlijnen in de eigen wetgeving op te nemen. Zo is de Europese Richtlijn Omgevingslawaai in de wetgeving geïmplementeerd. De richtlijn van de Wereldgezondheidsorganisatie hanteert een maximale waarde van 50 dB Lden en 40 dB Lnight voor woonwijken.

### Nederland
In Nederland zijn door het bepalen van normen afspraken gemaakt over wat acceptabele geluidsniveaus zijn en wat niet. Geluidsgevoelige bestemmingen als woningen en ziekenhuizen worden in beginsel beschermd tegen te hoge geluidsniveaus. Deze normen zijn voor een aantal belangrijke bronnen of groepen van bronnen vastgelegd in de Wet geluidhinder (Wgh) en in de Wet milieubeheer (Wm). De rijksoverheid werkt al vele jaren om deze wetten, voor zover ze betrekking hebben op de ruimtelijk ordening, op te nemen in de Omgevingswet. In 2021 wordt verwacht dat deze wet in januari 2022 van kracht wordt.
De normen zijn uitgedrukt in de Lden (Level day-evening-night), een jaargemiddelde berekend over de dag, de avond en de nacht. Voor een kortdurend hoog geluidsniveau in een woning, zoals tijdens passeren van een trein of vliegtuig, bestaan geen normen; alleen normen uitgedrukt in het equivalente niveau, gemiddeld over een langere periode. De Wm bevat normen voor geluid afkomstig van wegen, spoorwegen en inrichtingen of vliegvelden. De Wgh bevat o.a. normen voor de nieuwbouw van woningen. Eisen voor de geluidsisolatie van woningen en installatiegeluid staan in het Bouwbesluit. Voor burenlawaai zijn geen normen in de wet vastgelegd; hetzelfde geldt voor geluid van sprekende of schreeuwende mensen op straat; er worden wel grenzen gesteld in de lokale APV die door de gemeenten worden vastgesteld.
Met betrekking tot geluidshinder veroorzaakt door vliegverkeer werd de mate van geluidshinder uitgedrukt in kosteneenheden (Ke) zoals door professor Kosten gedefinieerd. Vanaf 2017 wordt voor veel vliegvelden echter ook de Lden gebruikt.

#### Normen tegen gehoorschade
Voor werknemers in lawaaiige omgevingen en in de muziekbranche bestaan normen respectievelijk afspraken ter voorkoming van gehoorschade. Voor de beperking van de geluidhinder in deze omstandigheden bestaan geen normen.

### België
De bestrijding van geluidshinder is in België in principe een gewestelijke (Vlaamse, Waalse, Brusselse) bevoegdheid. Alleen inzake onder meer de luchthaven van Brussel, en inzake productnormen, is de federale overheid bevoegd. Voor Vlaanderen is vooral van belang het VLAREM-reglement, waarin een groot aantal bepalingen van de Europese Richtlijn Omgevingslawaai zijn opgenomen. Ook de gemeenten kunnen reglementen uitvaardigen inzake geluidsoverlast (grasmaaiers, vogelschrikkanonnen).

### Suriname
In Suriname is geluidsoverlast (ook door menselijk stemgeluid) in artikel 56 van de Politiestrafwet vastgelegd. Regels voor bedrijven zijn vastgelegd in de Wet Bedrijven en Beroepen.

## Bepaling van de geluidshinder
Er is een verschil tussen individuele geluidshinder en geluidshinder voor een groep. Belangrijke oorzaken voor het verschil zijn de aanleg of gevoeligheid die een individu heeft voor geluid en de betekenis die het geluid voor die persoon heeft. Ook als het geluidsniveau onder de maximale in de wet toegestane waarde ligt kan een individu geluidshinder ondervinden.

### Instrumentatie

#### Geluidsniveaumeter
Het geluidsniveau kan worden gemeten met een geluidsniveaumeter. De meters bevatten vaak een filter om het geluid op basis van een A-weging of C-weging te meten. Verder hebben de meters instellingen voor responstijdconstanten. Snel heeft conform de IEC standaard een tijdconstante van 0,125 seconden, langzaam een tijdconstante van 1 seconde.

#### Dosimeter

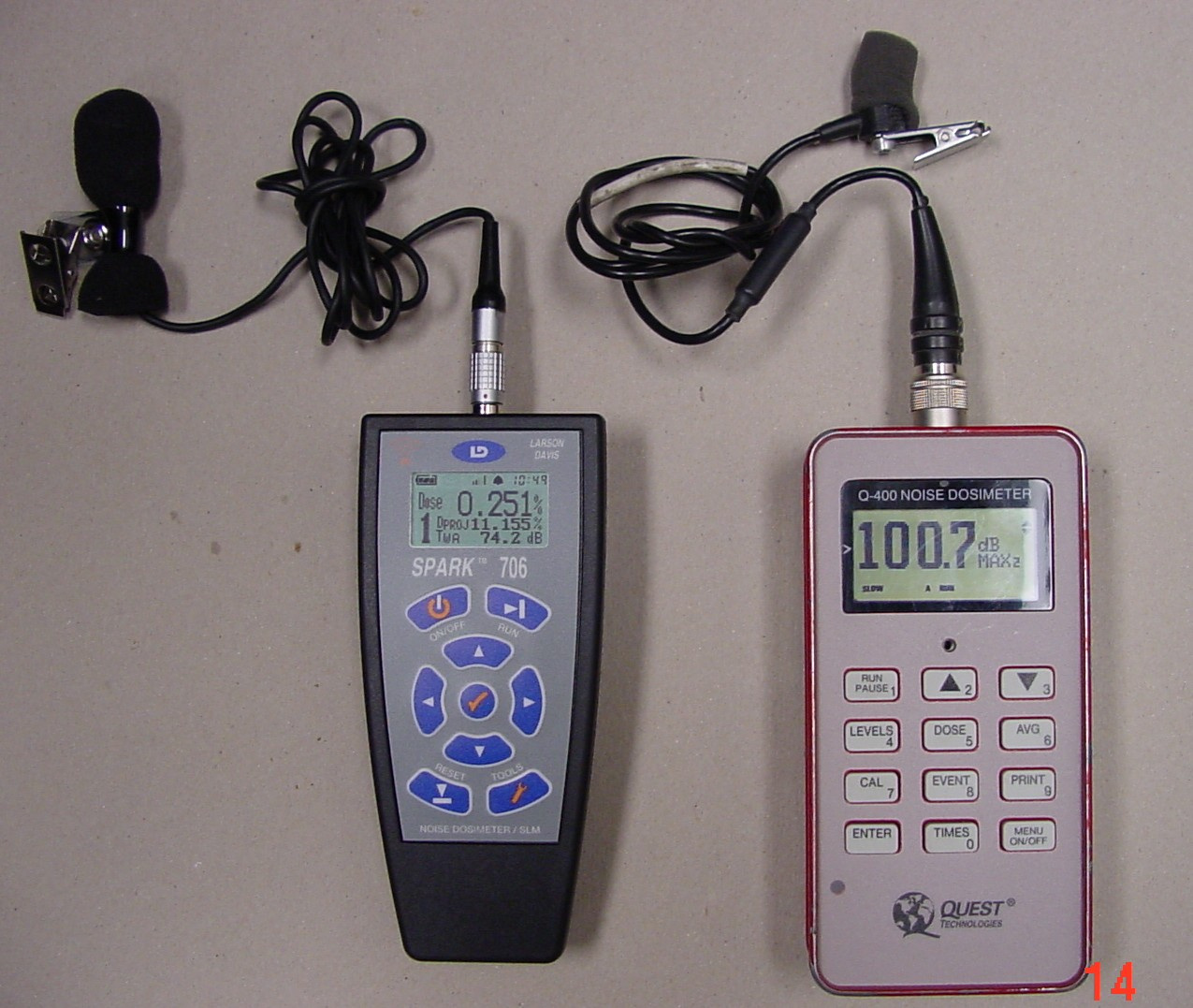
Dosimeter

Geluid kan ook worden gemeten met een dosimeter die de blootstelling aan geluidsniveaus gedurende een periode meet.

#### Smartphoneapplicaties

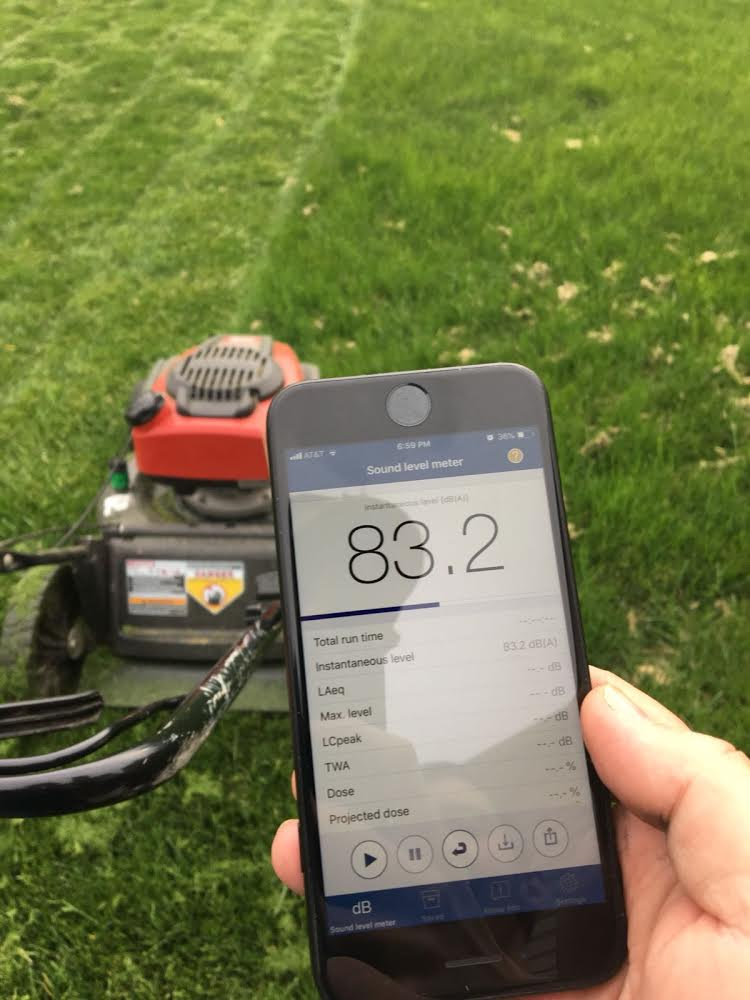
Geluidsniveau van een grasmaaier gemeten in de NIOSH Sound Level Meter app

Er zijn apps ontwikkeld om met smartphones geluidsniveaus te meten vergelijkbaar met geluidsniveaumeters en dosimeters. Naar aanleiding van een onderzoek in 2014 ontwikkelde het National Institute for Occupational Safety and Health (NIOSH) de NIOSH Sound Level Meter app om de kosten van geluidmonitoring te verlagen en te gebruiken voor crowdsourcing. De app voldoet aan de vereisten van ANSI S1.4 en IEC 61672.

### Dosis-effectrelatie
Om de geluidshinder bij de beoordeling van nieuwe plannen te kunnen voorspellen, wordt gebruikgemaakt van zogenoemde dosis-effectrelaties. Deze drukken de relatie uit tussen het geluidsniveau en de mate van hinder die de bewoners ervan ondervinden. Een dosis-effectrelatie kan worden weergegeven in een grafiek. Aan zo'n grafiek kunnen plannenmakers bijvoorbeeld aflezen hoeveel hinder zal ontstaan als een bepaalde snelweg wordt aangelegd. Uit een schatting van de hoeveelheid verkeer die over de snelweg zal komen, wordt eerst de geluidsbelasting (de dosis) berekend. Vervolgens laat de grafiek zien voor welk percentage gehinderden (het effect) er bij die dosis geluidsbelasting te verwachten valt.

### Rapportage geluidsbelasting inwoners
Volgens de Richtlijn Omgevingslawaai moeten alle landen binnen de Europese Unie elke vijf jaar rapporteren over de geluidsbelasting, zodat inwoners daarvan kennis kunnen nemen. Dit moet gebeuren binnen grotere agglomeraties en rondom belangrijke infrastructuur, luchthavens, etc. In de meeste gevallen worden geluidkaarten gemaakt die berekend zijn op basis van gegevens omtrent de geluidsbronnen, als verkeerstellingen, vliegbewegingen en gegevens van de industrie. Het RIVM publiceerde een website waar per postcodegebied een indicatie van de geluidsbelasting door weg-, rail- en vliegverkeer, windturbines en industrie op te vragen is.
In aanvulling hierop worden soms geluidsniveau gemeten. In Parijs meet de overheid geluidsniveaus op straat met de Meduse, die bestaat uit een kleine computer, vier microfoons en twee groothoekcamera’s. Inwoners kunnen die metingen live volgen, maar ook meetmomenten terugzien. Mede via deze publiek beschikbare informatie wil Parijs voldoen aan de Europese verplichting om de geluidsniveaus waaraan bewoners worden blootgesteld, elke vijf jaar te rapporteren aan het Europees Milieuagentschap. Ook in Amsterdam wordt geëxperimenteerd met het meten van geluidsoverlast door middel van sensortechnologie van het platform Amsterdam Sounds van Waag. De verzamelde data worden op een kaart gepubliceerd. Omwonenden van Schiphol organiseerden zelf geluidsmetingen middels een Burgerwetenschap initiatief met de Explane app.

## Maatregelen tegen geluidshinder

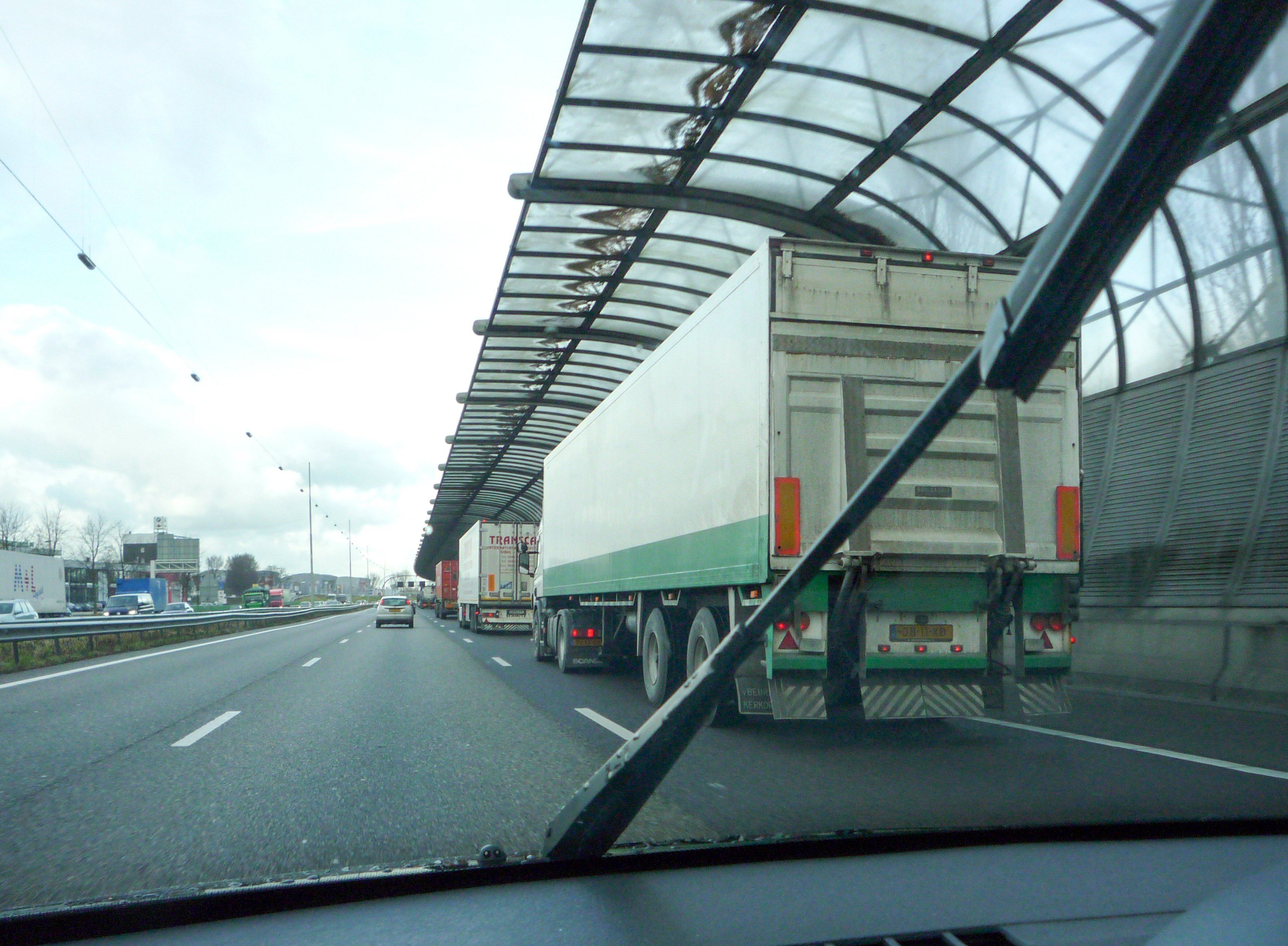
Geluidsscherm op de A16 bij Dordrecht

Voor de bestrijding van geluidshinder kunnen verschillende soorten maatregelen worden getroffen.
- Bestrijding van geluid aan de bron; denk hierbij bijvoorbeeld aan geluidsisolatiemateriaal aanbrengen bij apparatuur, stille autobanden,[53] stille(re) auto's, geluidsreducerende wegdekverhardingen,[54] het verkeersluw maken van straten, het zachter zetten van de stereo, het dempen van de piano, etc.
- Maatregelen tussen bron en ontvanger; denk hierbij bijvoorbeeld aan het plaatsen van een geluidsscherm of geluidswal of een betere isolatie van de muren tussen woningen.
- Maatregelen aan de kant van de ontvanger; meestal gaat het dan om het aanbrengen van (extra) geluidsisolatie aan de woning en het rekening houden met geluidsnormeringseisen bij het ontwerpen van huizen.

## Varia
- Internationale geluidshinderdag (Noise Awareness Day),[55] sedert 1995 jaarlijks op 24 april.